# Mavrovouni (Gythio)
Mavrovouni (griechisch Μαυροβούνι (n. sg.)) ist ein Stadtteil der Stadt Gythio in der Gemeinde Anatoliki Mani etwa 2 km südlich vom Stadtzentrum am Lakonischen Golf. Es liegt am Fuße des gleichnamigen Berges aus dunklem Felsen und verfügt über einen beinahe 5 km langen Strand. Die Wirtschaft des Ortes ist geprägt durch Olivenanbau, Fischfang und Tourismus.

## Geschichte
Der Hügel Mavrovouni war schon in der frühen Bronzezeit besiedelt. Hier wurde frühhelladische Keramik gefunden. Während der Mykenischen Zeit (SH III) wurden an den Hängen unterhalb des Gipfels sieben Kammergräber ins Gestein eingearbeitet. Südlich davon finden sich Überreste einer Tholos, ein Hinweis auf einen lokalen Fürsten. Die mykenische Siedlung lag auf einem Hügel 300 Meter nordöstlich der Gräber.
Von 1835 bis 1912 zählte Mavrovouni zur damaligen Gemeinde Gythio. Ab 1912 bildete es eine eigenständige Landgemeinde mit vier weiteren Orten, diese wurde bereits 1927 der Landgemeinde Gythio angeschlossen. Der Ort Mavrovouni wurde schließlich 1971 der Stadt Gythio eingegliedert.

## Naturschutz
Der Strand von Mavrovouni gehört auch zu den wichtigen Eiablagestätten der Unechten Karettschildkröte. Der Verein "Archelon" (gr. ΑΡΧΕΛΩΝ) bemüht sich um den Schutz der Nester.

## Sport
Der Strand ist bekannt für seine Länge und beliebt wegen starker Winde, die während der Saison im Sommer täglich wehen und den Platz so zu einem beliebten Platz zum Surfen machen.